# クリスティアン・ディミトロフ
クリスティアン・ディミトロフ（Kristian Dimitrov、1997年2月27日 - ）は、ブルガリア・プロヴディフ出身のサッカー選手。PFCレフスキ・ソフィア所属。ポジションはDF。ブルガリア代表。

## クラブ経歴

### ボテフ・プロヴディフ
2016年3月13日、PFCチェルノ・モレ・ヴァルナ戦にてトップチームデビューを果たすと。、5月27日のPFCルドゴレツ・ラズグラド戦で初得点。その活躍が認められ、2017年6月8日に契約を2年延長した。2018年2月5日、当時2部に在籍していたPFCモンタナに2017-18シーズン終了までレンタル移籍した。2018-19シーズンからはレギュラーの座を勝ち取り、リーグ戦31試合に出場し、シーズン最優秀DF賞を受賞した。

### ハイドゥク・スプリト
2020年2月11日、プルヴァHNLのハイドゥク・スプリトに2年半契約で移籍した。2月15日、第22節NKスラヴェン・ベルポ戦にて移籍後初出場を飾った。

### レフスキ・ソフィア
2022年12月30日、PFCレフスキ・ソフィアに1年半契約で移籍した。
2022年2月、CFRクルジュにレンタル移籍した。

## 代表経歴
2019年6月7日、チェコ代表とのUEFA EURO 2020予選でブルガリアA代表デビューを飾り、10日のコソボ戦で代表初得点。

## タイトル

### クラブ
PFCボテフ・プロヴディフ
- ブルガリア・カップ : 1回（2016-17）

CFRクルジュ
- リーガ1 : 1回（2021-22）

ハイドゥク・スプリト
- フルヴァツキ・ノゴメトニ・クプ : 1回（2021-22）

### 個人
- パルヴァ・リーガ最優秀DF : 1回（2018-19）